# Скворцов, Валерий Сергеевич
Вале́рий Серге́евич Скворцо́в (31 мая 1945, Бердичев, Житомирская область — 24 сентября 2021) — советский легкоатлет, специалист по прыжкам в высоту. Выступал за сборную СССР по лёгкой атлетике в 1960-х годах, обладатель бронзовой медали чемпионата Европы, двукратный чемпион Европейских легкоатлетических игр в помещении, чемпион Универсиады, победитель и призёр первенств всесоюзного значения, участник двух летних Олимпийских игр. Тренер по лёгкой атлетике.

## Биография
Валерий Скворцов родился 31 мая 1945 года в городе Сквира Киевской области Украинской ССР.
Начал заниматься лёгкой атлетикой в 1958 году, проходил подготовку в Бердичеве под руководством заслуженного тренера СССР Виталия Алексеевича Лонского. Позже проживал в Киеве и Москве, состоял в добровольных спортивных обществах «Буревестник» и «Динамо».
Впервые заявил о себе на всесоюзном уровне в сезоне 1964 года, когда в прыжках в высоту выиграл бронзовую медаль на чемпионате СССР в Киеве. Благодаря череде удачных выступлений удостоился права защищать честь страны на летних Олимпийских играх в Токио — в финале показал результат 2,06 метра, расположившись в итоговом протоколе соревнований на 14-й строке.
Будучи студентом, в 1965 году представлял Советский Союз на Универсиаде в Будапеште, где с результатом 2,14	превзошёл всех соперников и завоевал золотую награду.
В 1966 году одержал победу на Европейских легкоатлетических играх в помещении в Дортмунде (2,17), на чемпионате СССР в Днепропетровске (2,15), взял бронзу на чемпионате Европы в Будапеште (2,09).
В 1968 году победил на Европейских легкоатлетических играх в помещении в Мадриде (2,17) и на чемпионате СССР в Ленинакане (2,18). Принимал участие в Олимпийских играх в Мехико — на сей раз в финале прыгнул на 2,16 метра, став четвёртым.
На чемпионате Европы 1969 года в Афинах с результатом 2,08 занял итоговое восьмое место.
В 1970 году был шестым на чемпионате Европы в помещении в Вене (2,14).
Впоследствии проявил себя на тренерском поприще, в 1980-х годах занимал должность главного тренера центрального совета «Динамо». Полковник в отставке.